# Varisztor

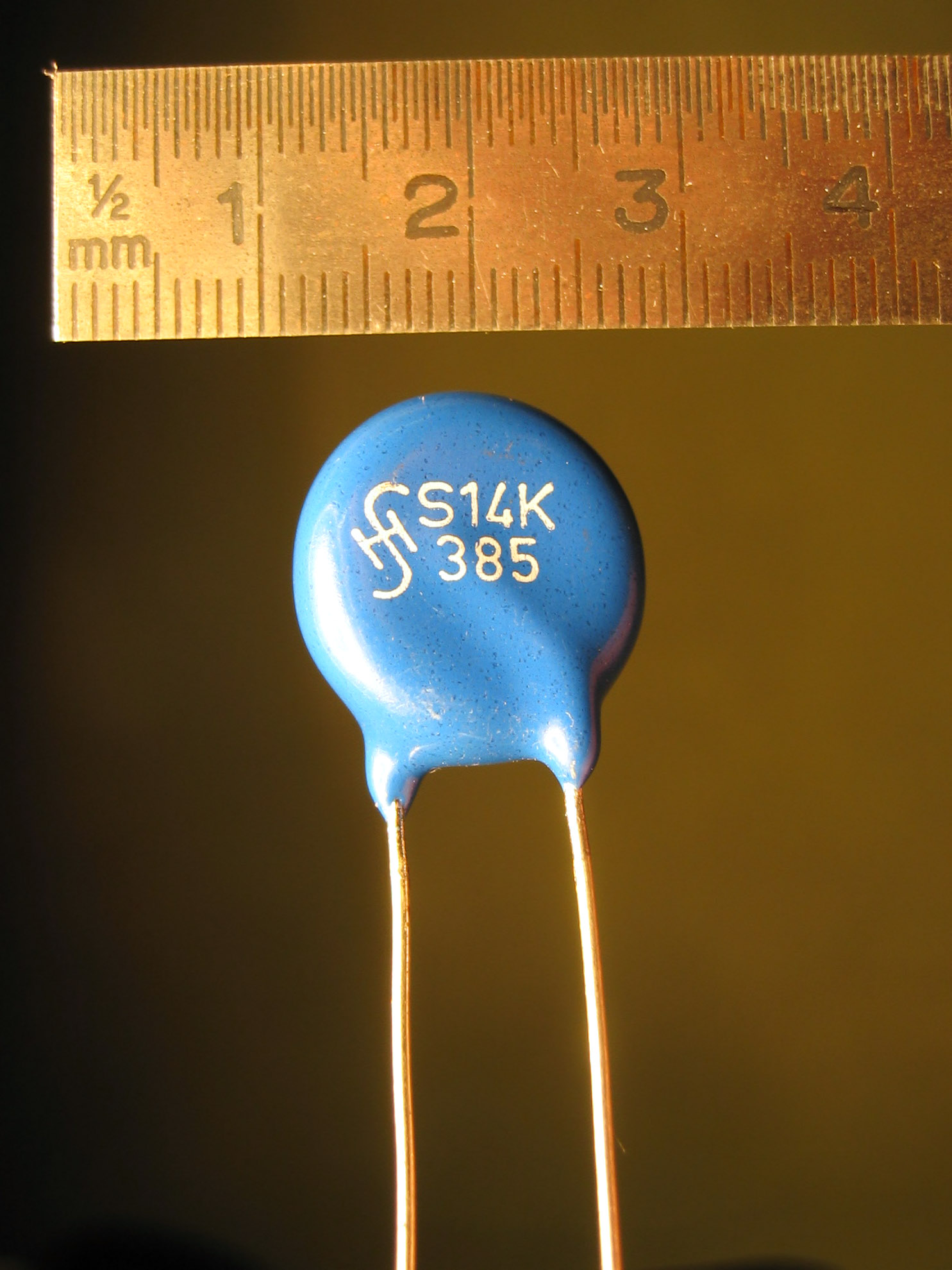
385 voltos varisztor

A varisztor olyan elektronikus alkatrész, ami adott feszültség felett hirtelen vezetni kezdi az áramot. Ezt a tulajdonságát túlfeszültség korlátozására, vagyis az áramkör védelmére lehet használni: az eszköz
egyszerűen eldisszipálja a túlfeszültség energiáját.
A varisztor speciális fém-oxidból készül, teljes térfogata működik, ezért egy tárcsakondenzátor méretű varisztor több százszor annyi energiát tud elnyelni, mint egy Zener-dióda. Viszont nem polaritásfüggő, és korántsem olyan pontos a letörési karakterisztikája, mint a Zenernek.